# Dandamutou
Dandamutou (kinesiska: 丹达木头, 丹达木头乡) är en socken i Kina. Den ligger i den autonoma regionen Inre Mongoliet, i den norra delen av landet, omkring 360 kilometer väster om regionhuvudstaden Hohhot.
Genomsnittlig årsnederbörd är 214 millimeter. Den regnigaste månaden är juni, med i genomsnitt 55 mm nederbörd, och den torraste är december, med 1 mm nederbörd.